# Tercera División de España 1971-72
La temporada 1971–72 de la Tercera División de España de fútbol corresponde a la 35ª edición del campeonato y se disputó entre el 5 de septiembre de 1971 y el 18 de junio de 1972.

## Sistema de competición
La Tercera División de España 1971-72 fue organizada por la Federación Española de Fútbol (RFEF).
El campeonato contó con la participación de 80 clubes divididos en cuatro grupos. La competición siguió un sistema de liga, de modo que los equipos de cada grupo se enfrentaron entre sí, todos contra todos en dos ocasiones -una en campo propio y otra en campo contrario- sumando un total de treinta y ocho jornadas. El orden de los encuentros se decidió por sorteo antes de empezar la competición.
Se estableció una clasificación con arreglo a los puntos obtenidos en cada enfrentamiento, a razón de dos por partido ganado, uno por empatado y ninguno en caso de derrota. En caso de empate a puntos entre dos o más clubes en la clasificación, se tuvo en cuenta el mayor cociente de goles. 
Los primeros clasificados de cada grupo ascendieron directamente a Segunda División, mientras que los segundos clasificados disputaron la Promoción de Ascenso en sistema de eliminatoria ante los equipos de Segunda División clasificados entre el decimocuarto y decimoséptimo puesto para decidir ascenso o permanencia según el caso.
Los cuatro últimos clasificados descendieron directamente a categoría Regional, mientras que los cuatro anteriores en la clasificación disputaron la Promoción de Permanencia en sistema de eliminatoria ante equipos de Regional.

## Clasificaciones

### Grupo I
| Pos. | Equipo                    | Pts. | PJ | G  | E  | P  | GF | GC | Dif. | Clasificación                     |
| ---- | ------------------------- | ---- | -- | -- | -- | -- | -- | -- | ---- | --------------------------------- |
| 1    | Baracaldo Club (A)        | 55   | 38 | 21 | 13 | 4  | 76 | 23 | +53  | Ascenso a Segunda División        |
| 2    | Club Sestao               | 50   | 38 | 20 | 10 | 8  | 70 | 37 | +33  | Acceso a Promoción de ascenso     |
| 3    | C. D. Orense              | 49   | 38 | 19 | 11 | 8  | 66 | 31 | +35  |                                   |
| 4    | C. D. Basconia            | 48   | 38 | 20 | 8  | 10 | 60 | 37 | +23  |                                   |
| 5    | C. D. Ensidesa            | 41   | 38 | 17 | 7  | 14 | 61 | 50 | +11  |                                   |
| 6    | Gimnástica de Torrelavega | 41   | 38 | 17 | 7  | 14 | 55 | 46 | +9   |                                   |
| 7    | C. D. Villosa             | 41   | 38 | 16 | 9  | 13 | 52 | 37 | +15  |                                   |
| 8    | Real Avilés C. F.         | 40   | 38 | 17 | 6  | 15 | 55 | 49 | +6   |                                   |
| 9    | Bilbao Atlético           | 39   | 38 | 16 | 7  | 15 | 55 | 45 | +10  |                                   |
| 10   | C. D. Mirandés            | 38   | 38 | 13 | 12 | 13 | 52 | 56 | −4   |                                   |
| 11   | S. D. Compostela          | 38   | 38 | 15 | 8  | 15 | 49 | 50 | −1   |                                   |
| 12   | Caudal Deportivo          | 38   | 38 | 13 | 12 | 13 | 44 | 49 | −5   |                                   |
| 13   | C. F. Júpiter Leonés (D)  | 37   | 38 | 15 | 7  | 16 | 41 | 46 | −5   | Acceso a Promoción de permanencia |
| 14   | S. D. Ponferradina        | 37   | 38 | 14 | 9  | 15 | 45 | 50 | −5   | Acceso a Promoción de permanencia |
| 15   | Club Lemos                | 35   | 38 | 13 | 9  | 16 | 38 | 64 | −26  | Acceso a Promoción de permanencia |
| 16   | C. D. Lugo (D)            | 33   | 38 | 10 | 13 | 15 | 37 | 52 | −15  | Acceso a Promoción de permanencia |
| 17   | C. D. Turón (D)           | 31   | 38 | 12 | 7  | 19 | 41 | 63 | −22  | Descenso a Categorías regionales  |
| 18   | S. D. Unión Club (D)      | 27   | 38 | 10 | 7  | 21 | 37 | 75 | −38  | Descenso a Categorías regionales  |
| 19   | Fabril Deportivo (D)      | 23   | 38 | 8  | 7  | 23 | 32 | 75 | −43  | Descenso a Categorías regionales  |
| 20   | Candás C. F. (D)          | 19   | 38 | 6  | 7  | 25 | 37 | 68 | −31  | Descenso a Categorías regionales  |

 Fuente: Fútbol Regional
Notas:
1. ↑  Para la siguiente temporada el Club Sestao cambió su nombre a Sestao S. C.
2. ↑  Para la siguiente temporada el C. D. Villosa cambió su nombre a S. D. Llodio
3. ↑  Para la siguiente temporada el Bilbao Atlético cambió su nombre a Bilbao Athletic

### Grupo II
| Pos. | Equipo                            | Pts. | PJ | G  | E  | P  | GF | GC | Dif. | Clasificación                     |
| ---- | --------------------------------- | ---- | -- | -- | -- | -- | -- | -- | ---- | --------------------------------- |
| 1    | C. A. Osasuna (A)                 | 50   | 38 | 19 | 12 | 7  | 46 | 24 | +22  | Ascenso a Segunda División        |
| 2    | U. D. Salamanca                   | 50   | 38 | 22 | 6  | 10 | 52 | 32 | +20  | Acceso a Promoción de ascenso     |
| 3    | Atlético Madrileño                | 45   | 38 | 19 | 7  | 12 | 51 | 34 | +17  |                                   |
| 4    | S. D. Eibar                       | 43   | 38 | 16 | 11 | 11 | 59 | 43 | +16  |                                   |
| 5    | C. D. Colonia Moscardó            | 42   | 38 | 14 | 14 | 10 | 52 | 43 | +9   |                                   |
| 6    | San Sebastián C. F.               | 41   | 38 | 17 | 7  | 14 | 66 | 34 | +32  |                                   |
| 7    | Deportivo Alavés                  | 41   | 38 | 17 | 7  | 14 | 45 | 44 | +1   |                                   |
| 8    | C. F. Calvo Sotelo de Puertollano | 39   | 38 | 16 | 7  | 15 | 52 | 50 | +2   |                                   |
| 9    | Zamora C. F.                      | 39   | 38 | 15 | 9  | 14 | 43 | 52 | −9   |                                   |
| 10   | A. D. Plus Ultra                  | 38   | 38 | 14 | 10 | 14 | 46 | 42 | +4   |                                   |
| 11   | Palencia C. F.                    | 38   | 38 | 14 | 10 | 14 | 49 | 46 | +3   |                                   |
| 12   | S. D. Huesca                      | 38   | 38 | 16 | 6  | 16 | 49 | 51 | −2   |                                   |
| 13   | Talavera C. F. (D)                | 37   | 38 | 14 | 9  | 15 | 41 | 53 | −12  | Acceso a Promoción de permanencia |
| 14   | Getafe Deportivo                  | 36   | 38 | 14 | 8  | 16 | 46 | 46 | 0    | Acceso a Promoción de permanencia |
| 15   | C. D. Tudelano                    | 36   | 38 | 16 | 4  | 18 | 45 | 46 | −1   | Acceso a Promoción de permanencia |
| 16   | C. D. Calvo Sotelo Andorra        | 35   | 38 | 13 | 9  | 16 | 45 | 58 | −13  | Acceso a Promoción de permanencia |
| 17   | S. R. Boetticher y Navarro (D)    | 35   | 38 | 12 | 11 | 15 | 48 | 56 | −8   | Descenso a Categorías regionales  |
| 18   | Deportivo Aragón (D)              | 28   | 38 | 11 | 6  | 21 | 31 | 51 | −20  | Descenso a Categorías regionales  |
| 19   | Real Unión de Irún (D)            | 27   | 38 | 9  | 9  | 20 | 28 | 53 | −25  | Descenso a Categorías regionales  |
| 20   | C. D. Oberena (D)                 | 22   | 38 | 7  | 8  | 23 | 25 | 61 | −36  | Descenso a Categorías regionales  |

 Fuente: Fútbol Regional
Notas:
1. ↑  Para la siguiente temporada la A. D. Plus Ultra cambió su nombre a Castilla C. F.

### Grupo III
| Pos. | Equipo                      | Pts. | PJ | G  | E  | P  | GF | GC | Dif. | Clasificación                     |
| ---- | --------------------------- | ---- | -- | -- | -- | -- | -- | -- | ---- | --------------------------------- |
| 1    | Gimnástico de Tarragona (A) | 50   | 38 | 19 | 12 | 7  | 48 | 25 | +23  | Ascenso a Segunda División        |
| 2    | C. F. Tarrasa               | 49   | 38 | 19 | 11 | 8  | 55 | 32 | +23  | Acceso a Promoción de ascenso     |
| 3    | U. D. Poblense              | 47   | 38 | 19 | 9  | 10 | 53 | 38 | +15  |                                   |
| 4    | C. D. Alcoyano              | 46   | 38 | 20 | 6  | 12 | 53 | 40 | +13  |                                   |
| 5    | U. D. Lérida                | 45   | 38 | 16 | 13 | 9  | 44 | 29 | +15  |                                   |
| 6    | Levante U. D.               | 44   | 38 | 16 | 12 | 10 | 52 | 32 | +20  |                                   |
| 7    | Onteniente C. F.            | 44   | 38 | 19 | 6  | 13 | 50 | 45 | +5   |                                   |
| 8    | Gerona C. F.                | 41   | 38 | 15 | 11 | 12 | 45 | 31 | +14  |                                   |
| 9    | C. F. Calella               | 40   | 38 | 16 | 8  | 14 | 44 | 39 | +5   |                                   |
| 10   | C. D. Atlético Baleares     | 37   | 38 | 13 | 11 | 14 | 36 | 38 | −2   |                                   |
| 11   | C. D. Atlético de Ciudadela | 35   | 38 | 15 | 5  | 18 | 39 | 62 | −23  |                                   |
| 12   | C. D. Tortosa               | 35   | 38 | 14 | 7  | 17 | 48 | 50 | −2   |                                   |
| 13   | Algemesí C. F.              | 34   | 38 | 12 | 10 | 16 | 35 | 51 | −16  | Acceso a Promoción de permanencia |
| 14   | S. D. Ibiza                 | 33   | 38 | 12 | 9  | 17 | 28 | 44 | −16  | Acceso a Promoción de permanencia |
| 15   | C. D. Acero                 | 33   | 38 | 12 | 9  | 17 | 60 | 69 | −9   | Acceso a Promoción de permanencia |
| 16   | C. D. Europa                | 32   | 38 | 13 | 6  | 19 | 44 | 56 | −12  | Acceso a Promoción de permanencia |
| 17   | C. F. Badalona (D)          | 32   | 38 | 10 | 12 | 16 | 49 | 54 | −5   | Descenso a Categorías regionales  |
| 18   | C. D. Benicarló (D)         | 31   | 38 | 10 | 11 | 17 | 45 | 63 | −18  | Descenso a Categorías regionales  |
| 19   | Barcelona Atlético (D)      | 28   | 38 | 9  | 10 | 19 | 45 | 51 | −6   | Descenso a Categorías regionales  |
| 20   | C. F. Gandía (D)            | 24   | 38 | 8  | 8  | 22 | 43 | 67 | −24  | Descenso a Categorías regionales  |

 Fuente: Fútbol Regional

### Grupo IV
| Pos. | Equipo                           | Pts. | PJ | G  | E  | P  | GF | GC | Dif. | Clasificación                     |
| ---- | -------------------------------- | ---- | -- | -- | -- | -- | -- | -- | ---- | --------------------------------- |
| 1    | Real Murcia C. F. (A)            | 62   | 38 | 27 | 8  | 3  | 77 | 27 | +50  | Ascenso a Segunda División        |
| 2    | C. D. Cartagena                  | 59   | 38 | 24 | 11 | 3  | 90 | 32 | +58  | Acceso a Promoción de ascenso     |
| 3    | Real Jaén C. F.                  | 41   | 38 | 16 | 9  | 13 | 52 | 40 | +12  |                                   |
| 4    | C. D. Valdepeñas                 | 41   | 38 | 17 | 7  | 14 | 66 | 59 | +7   |                                   |
| 5    | Melilla C. F.                    | 40   | 38 | 17 | 6  | 15 | 50 | 41 | +9   |                                   |
| 6    | Recreativo Portuense             | 39   | 38 | 14 | 11 | 13 | 41 | 37 | +4   |                                   |
| 7    | R. B. Linense                    | 39   | 38 | 15 | 9  | 14 | 48 | 45 | +3   |                                   |
| 8    | C. D. Badajoz                    | 39   | 38 | 16 | 7  | 15 | 55 | 51 | +4   |                                   |
| 9    | A. D. Ceuta                      | 38   | 38 | 15 | 8  | 15 | 49 | 46 | +3   |                                   |
| 10   | C. D. Eldense                    | 38   | 38 | 11 | 16 | 11 | 42 | 46 | −4   |                                   |
| 11   | Atlético Malagueño               | 37   | 38 | 15 | 7  | 16 | 46 | 43 | +3   |                                   |
| 12   | Sevilla Atlético                 | 37   | 38 | 14 | 9  | 15 | 44 | 54 | −10  |                                   |
| 13   | R. C. Recreativo de Huelva       | 37   | 38 | 12 | 13 | 13 | 48 | 39 | +9   | Acceso a Promoción de permanencia |
| 14   | C. D. Cacereño (D)               | 36   | 38 | 15 | 6  | 17 | 55 | 54 | +1   | Acceso a Promoción de permanencia |
| 15   | C. D. Olímpico de Játiva         | 35   | 38 | 13 | 9  | 16 | 44 | 50 | −6   | Acceso a Promoción de permanencia |
| 16   | Linares C. F.                    | 35   | 38 | 11 | 13 | 14 | 34 | 47 | −13  | Acceso a Promoción de permanencia |
| 17   | Triana Balompié (D)              | 35   | 38 | 13 | 9  | 16 | 41 | 46 | −5   | Descenso a Categorías regionales  |
| 18   | C. D. Ilicitano (D)              | 27   | 38 | 9  | 9  | 20 | 33 | 67 | −34  | Descenso a Categorías regionales  |
| 19   | C. D. Español de San Vicente (D) | 26   | 38 | 10 | 6  | 22 | 42 | 74 | −32  | Descenso a Categorías regionales  |
| 20   | S. D. U. África Ceutí (D)        | 19   | 38 | 6  | 7  | 25 | 32 | 91 | −59  | Descenso a Categorías regionales  |

 Fuente: Fútbol Regional

## Promoción de ascenso a Segunda División

### Equipos clasificados
Los siguientes equipos se clasificaron para la promoción de ascenso a Segunda División:
| 1º Sestao S. C.                                        | 1º U. D. Salamanca | 1º C. F. Tarrasa | 1º C. D. Cartagena |
| En negrita equipos que ascendieron a Segunda División. |                    |                  |                    |

## Promoción de permanencia en Tercera División

### Equipos clasificados
Los siguientes equipos se clasificaron para la promoción de permanencia desde Tercera División:
| 13.º C. F. Júpiter Leonés                               | 13.º Talavera C. F.             | 13.º Algemesí C. F. | 13.º R. C. Recreativo de Huelva |
| 14.º S. D. Ponferradina                                 | 14.º Getafe Deportivo           | 14.º S. D. Ibiza    | 14.º C. D. Cacereño             |
| 15.º Club Lemos                                         | 15.º C. D. Tudelano             | 15.º C. D. Acero    | 15.º C. D. Olímpico de Játiva   |
| 16.º C. D. Lugo                                         | 16.º C. D. Calvo Sotelo Andorra | 16.º C. D. Europa   | 16.º Linares C. F.              |
| En negrita equipos que descienden a Categoría Regional. |                                 |                     |                                 |

## Resumen
Ascendieron a Segunda División:
| - Baracaldo Club | - Club Atlético Osasuna | - Club Gimnástico de Tarragona | - Club Real Murcia |

Descendieron a Divisiones Regionales: 
| Grupo I - Club de Fútbol Júpiter Leonés - Club Deportivo Lugo - Club Deportivo Turón - Sociedad Deportiva Unión Club - Fabril Sociedad Deportiva - Candás Club de Fútbol | Grupo II - Talavera Club de Fútbol - Sociedad Recreativa Boetticher y Navarro - Deportivo Aragón - Real Unión Club de Irún - Club Deportivo Oberena | Grupo III - Club de Fútbol Badalona - Club Deportivo Benicarló - Club de Fútbol Barcelona Atlético - Club de Fútbol Gandía | Grupo IV - Club Deportivo Cacereño - Triana Balompié - Club Deportivo Ilicitano - Club Deportivo Español de San Vicente del Raspeig - Sociedad Deportiva Unión África Ceutí |